# Farm (álbum)
Farm é o nono álbum de estúdio pela banda americana Dinosaur Jr.. É o primeiro lançamento da banda pela gravadora Jagjaguwar.
A edição do álbum veio com um free-branco de vinil de 7 polegadas com as músicas "I Dont Wanna Go There" e "Tarpit", gravado ao vivo para a TV Pitchfork.
A versão original Europeia tinha um erro de prensagem - o volume estava muito alto 3dB. O rótulo europeu PIAS Recordings lembrou as cópias afetados para trocá-los com os corretos.
Farm estreou em # 29 na Billboard 200.

## Faixas
| Farm           |                          |                      |         |  |
| N.º            | Título                   | Compositor(es)       | Duração |  |
| 1.             | "Pieces"                 | J Mascis             | 4:34    |  |
| 2.             | "I Want You to Know"     | J Mascis             | 4:32    |  |
| 3.             | "Ocean in the Way"       | J Mascis             | 4:22    |  |
| 4.             | "Plans"                  | J Mascis             | 6:43    |  |
| 5.             | "Your Weather"           | J Mascis, Lou Barlow | 3:08    |  |
| 6.             | "Over It"                | J Mascis             | 3:49    |  |
| 7.             | "Friends"                | J Mascis             | 4:34    |  |
| 8.             | "Said the People"        | J Mascis             | 7:43    |  |
| 9.             | "There's No Here"        | J Mascis             | 3:41    |  |
| 10.            | "See You"                | J Mascis             | 5:49    |  |
| 11.            | "I Don't Wanna Go There" | J Mascis             | 8:45    |  |
| 12.            | "Imagination Blind"      | J Mascis, Lou Barlow | 3:21    |  |
| Duração total: | Duração total:           | Duração total:       | 61:05   |  |

### Deluxe Edition Bonus Tracks
| N.º            | Título                  | Compositor(es)           | Duração |  |
| 13.            | "Houses"                | J Mascis, Elyse Weinberg | 3:38    |  |
| 14.            | "Whenever You're Ready" | J Mascis, The Zombies    | 2:57    |  |
| 15.            | "Creepies"              | J Mascis                 | 2:06    |  |
| 16.            | "Show"                  | J Mascis                 | 1:01    |  |
| Duração total: | Duração total:          | Duração total:           | 9:42    |  |

## Paradas
| País           | Parada (2009)     | Melhor posição |
| -------------- | ----------------- | -------------- |
| Estados Unidos | The Billboard 200 | 29             |